# 吉見輝

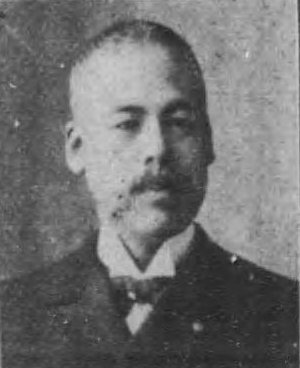
吉見輝

吉見 輝（よしみ あきら / てる、1856年 6月17日（安政3年5月15日） - 1936年（昭和11年）10月11日）は、日本の内務・警察官僚。官選群馬県知事。旧姓・川辺。

## 経歴
常陸国水戸出身。水戸藩士・川辺重左衛門の三男として生まれ、吉見治郎左衛門の養子となる。
警視庁に奉職し、警部補として西南戦争に参加した。その後、山形県警部、福島県警部、福島県河沼郡長、同県北会津郡長、富山県警部長、熊本県警部長、広島県警部長、長崎県警部長、大阪府警部長、千葉県書記官、警視庁警視・第一部長、同消防署長などを歴任。
1902年10月、群馬県知事に就任。教育、産業の振興などに尽力。1906年7月、知事を休職。1908年7月27日、休職満期となり退官した。
退官後は水戸に帰り、常磐銀行取締役を務めた。

## 栄典
位階
- 1908年（明治41年）9月30日 - 従四位[7]

勲章等
- 1900年（明治33年）6月30日 - 勲五等瑞宝章[8]
- 1906年（明治39年）4月1日 - 勲三等旭日中綬章[9]・明治三十七八年従軍記章[10]

## 親族
- 長男 吉見静一（1883年生。東京帝国大学工科大学電気科卒、東京電燈を経て、のち理研工業社長）[1]。妻のキンは安永義章の次女[11]。安永（1855－1918）は陸軍省技師から兵器製造技術のため欧州に留学し、八幡製鉄所を経ての大阪高等工業学校（現・大阪大学工学部)校長に就任、ダイハツの前身「発動機製造」の設立者のひとりとして知られる[12][13]。
- 長女 兼田梅（衆議院議員兼田秀雄の妻）[2]
- 次女 篠原竹（検事篠原三郎の妻）[14]
- 輝の兄弟に、水戸家家令、久慈郡・多賀郡郡長を務めた川辺善固、大洗磯前神社宮司の小松崎吉郎、ウラジオストックで貿易商となった川辺虎（たけき）がいる[15]。